# Saint-Vincent-les-Forts
Saint-Vincent-les-Forts é uma ex-comuna francesa na região administrativa da Provença-Alpes-Costa Azul, no departamento dos Alpes da Alta Provença. Estendeu-se por uma área de 22,8 km².
Em 1 de janeiro de 2017 foi fundida com a comuna de La Bréole para a criação da nova comuna de Ubaye-Serre-Ponçon.